# Hoodoo (Alison Moyet)
Hoodoo è il terzo album in studio della cantautrice pop Alison Moyet, pubblicato nel 1991 dall'etichetta discografica CBS/Columbia Records.

## Tracce
1. Footsteps – 4:59 (Alison Moyet, Pete Glenister)
2. It Won't Be Long – 4:14 (Moyet, Glenister)
3. This House – 3:56 (Moyet)
4. Rise – 3:46 (Moyet, Irving, Pinder)
5. Wishing You Were Here – 3:57 (Moyet, Glenister)
6. Hoodoo (Moyet, Glenister
Durata6 = 4:43)
7. Meeting With My Main Man – 4:39 (Moyet, Glenister)
8. Back Where I Belong – 3:51 (Moyet, Glenister)
9. My Right A.R.M. – 4:47 (Moyet, Glenister)
10. Never Too Late – 3:29 (Moyet, Warren Kennedy, Dean Kennedy)
11. Find Me – 5:25 (Moyet, Gerry Colvin)